# Stazione di Villa Castelli
La stazione di Villa Castelli è una stazione ferroviaria posta sulla linea Taranto-Brindisi. Serve il centro abitato di Villa Castelli.

## Strutture e impianti
La stazione, posta alla progressiva chilometrica 24+265 fra le stazioni di Grottaglie e di Francavilla Fontana, conta un binario di corsa e uno di precedenza lungo 376 m.

## Movimento
Pur formalmente attiva, la stazione non è servita da alcun treno, tanto da non essere nemmeno riportata sull'orario ufficiale di Trenitalia.

### Esplicative
1. 1 2  Ufficialmente la linea è denominata da RFI "Potenza-Brindisi"; in questa ed altre voci, coerentemente con la prassi di it.wiki, si utilizza la denominazione storica di "Taranto-Brindisi" in uso all'epoca dell'apertura della linea.

### Bibliografiche
1. 1 2  Rete Ferroviaria Italiana, Fascicolo Linea 135.
2. ↑  Orario ufficiale 2018, quadro 346 (Taranto-Brindisi).